# Gérard III de Juliers
Pour les articles homonymes, voir Gérard de Juliers.
Gérard III de Juliers (? -1114), comte de Juliers, fils de Gérard II de Juliers, auquel il succède en 1081. 
Vassal des ducs de Lotharingie, gouverneur de Saint-Géréon et Saint-Cunibert à Cologne, il est à l'origine des siècles de conflits entre les archevêques de Cologne et les comtes de Juliers.
Contraint de se soumettre à l'empereur Henri V, le comte Gérard rejoignit en 1114 la ligue formée contre lui par Frédéric, archevêque de Cologne, mais l'armée impériale envahit ses terres et il fut fait prisonnier au cours d'une bataille, avant d'être remis en liberté à la faveur des victoires de ses alliés.

## Mariage et descendance
Gérard III est le père de :
- Gérard IV de Juliers, dit Gerardus Junior
- Guillaume de Juliers-Schellaert, fondateur de la maison de Schellaert
- Alexandre, évêque de Liège  (1128-1135).